# Modchip

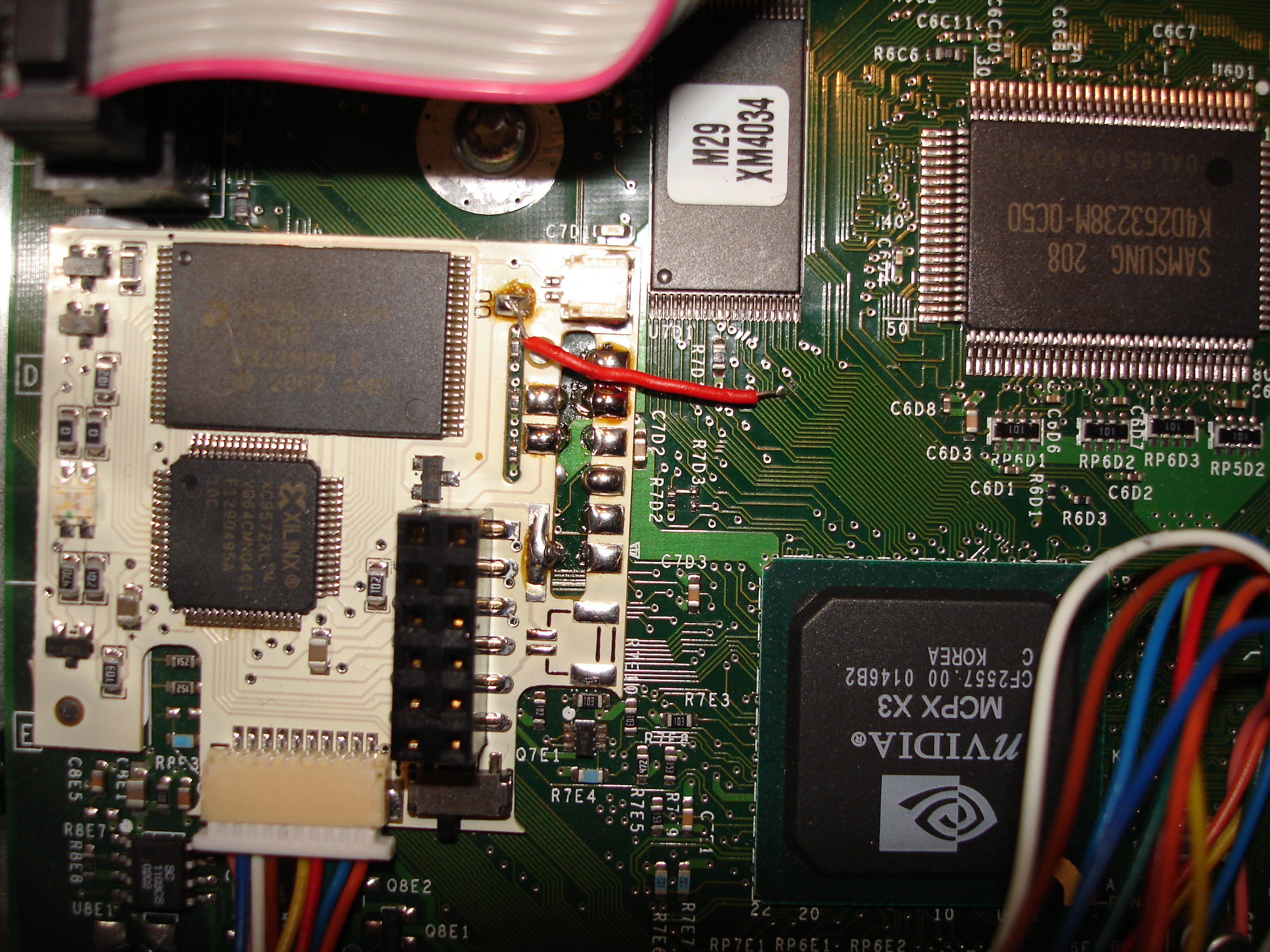
Un modchip Xenium ICE soldado en una consola Xbox.

Un modchip (del inglés: modification chip), conocido también como chip multisistema, chipModChip o simplemente mod, es un circuito integrado que se instala o accede vía USB o por otro puerto en forma de pequeño dispositivo electrónico.
El modchip es utilizado para modificar o desactivar las restricciones y limitaciones impuestas por las empresas fabricantes de consolas de videojuegos más populares (Nintendo, PlayStation, Xbox, etc).
El modchip introduce diversas modificaciones en función del sistema al cual se instala, incluyendo la elusión de la región de codificación, gestión de derechos digitales, y los controles de protección contra copia con el fin de ejecutar software destinados a otros mercados, los medios de comunicación, copias de respaldo de los videojuegos, o software de terceros (Homebrew) no autorizado.
Los modchip se utilizan principalmente en sistemas de videojuegos que usan discos compactos o DVD, debido a la disponibilidad. Además de los juegos de consolas, los modchips también se usan en algunos reproductores de DVD para eludir la ejecución de código de región y prohibiciones de operación del usuario.

## Tipos
Los modchips emplean normalmente un microcontrolador (habitualmente de la familia PIC o SX), pero también suelen utilizar dispositivos lógicos programables (FPGA, de Xilinx o Actel), memorias EEPROM o un conjunto de ellos montados en una placa de circuito impreso junto a otros componentes electrónicos.
Sin embargo, aunque el dispositivo físico está íntimamente relacionado con el tipo de modchip, es su funcionamiento lo que lo caracteriza. Es complicado categorizar los distintos tipos de chips, ya que a veces tienen un funcionamiento híbrido, y además varían según las consolas. Aun así, intentaremos describir a grandes rasgos las principales variedades:
- Modchip de swap (cambio): Es necesario arrancar con un disco original, y tras el chequeo inicial se intercambia el disco por lo que queramos cargar. El chip aprovecha algún fallo de seguridad secundario o un débil chequeo de disco, pero no ataca el sistema de protección principal. El ejemplo más conocido es la 1ª generación de modchips de PS2.

- Modchip de carga directa: Carga todo directamente como los juegos originales de la propia región. Se trata del tipo más habitual, aunque en algunos casos tienen un funcionamiento híbrido y requieren hacer swap para cargar DVDR o juegos de importación (como los chips de 2ª generación de PS2).

- Modbios: Con la creciente complejidad de los sistemas de protección, fue necesario atacar la raíz, es decir la BIOS de la consola. Este tipo de chips modifica directamente la BIOS anulando las diferentes restricciones, e incluso añadiendo características nuevas, como ocurría con los modchips de Xbox (Alladdin, Executer, Enigmah, Spider, etc.). Generalmente son de carga directa, aunque durante las primeras fases de desarrollo pueden requerir swap en algún caso o no eliminar todas las restricciones (de nuevo tenemos el ejemplo de los chips de 2ª generación de PS2, Origa y NEO4). A su vez, dependiendo de cómo realicen la modificación de la BIOS pueden ser de dos sub-tipos:

1. De parcheo: La BIOS se modifica en tiempo de ejecución, el chip solo incluye las instrucciones sobre qué, cómo y cuándo modificar. El ejemplo más conocido son los modbios de PS2.
2. De reemplazo de BIOS: El chip incluye una copia de la BIOS modificada, o bien una BIOS propia libre de copyright, y reemplaza por completo la BIOS original de la consola (sin modificarla directamente).

- Modchip actualizable (flasheable): Permite actualizar o flashear (de "Flash", o reescribir una memoria flash) la BIOS o firmware del chip, ya sea mediante su conexión directa al PC o directamente desde el lector de la consola, tarjeta de memoria u otros medios. Por cuestiones legales, algunos chips actualizables vienen en blanco o con funcionalidades mínimas y deben ser actualizados para poder eliminar todas las restricciones de la consola (es el caso de muchos mochips de Xbox y la última generación de mods de PS2); otros son ya funcionales pero habilitan la posibilidad de añadir nuevas características (como los modchips de Wii).

- Modchip casero: Está disponible el código para que los usuarios lo programen ellos mismos comprando todos los componentes necesarios en tiendas de electrónica. A veces también está disponible el código fuente y e incluso puede existir un grupo de trabajo que mantiene el proyecto.

- Drive-mod: Modifica únicamente el lector de la consola, ya sea su firmware, la información que se lee del disco o la que se manda a la consola. Este último caso es el de los modchips de PlayStation, aunque el término no fue utilizado hasta su uso en GameCube. Aunque su instalación suele ser más sencilla, sus funcionalidades están limitadas cuando hay más niveles de seguridad por encima. Por ejemplo, los drive-mod de Xbox 360 y Wii no permiten la ejecución de software casero nativo.

- Modchip externo: Se trata de un tipo de chip que aprovecha algún puerto de conexión de la consola para instalarse de forma externa, generalmente ahorrando soldaduras o facilitando su sustitución o reutilización. El caso más conocido fueron los USBMod de PS2, chips de 1ª generación (de swap) que se conectaban al puerto USB y solo requerían una soldadura.

- Modchip sin soldaduras o solderless: Puede ser instalado sin ningún tipo de soldadura, gracias a la utilización de moldes que se acoplan a los micros donde deberían soldarse los cables (por ejemplo el DMS4 E.Z.I. de PlayStation 2, o el Spider-Chip de Xbox), o al uso de pogopins y otros mecanismos de sujeción (habitual en los chips LPC de Xbox).

- Modchips LPC: Es un tipo exclusivo de chips de Xbox, utilizado principalmente por sus usuarios. A diferencia de los primeros modchips que se soldaban directamente a la BIOS, utiliza un método diferente para reemplazarla y su instalación es mucho más sencilla.

## Características habituales
Las características de los modchips varían según la consola, aunque hay una serie de términos que suelen tener un significado común. Algunos de los más habituales son los siguientes:
- Carga directa de xxx: Carga xxx (CDR/DVDR/juego de importación, etc.) sin necesidad de swap, es decir como un disco original de la propia región.
- Region Free/Multiregión: Carga juegos de otras regiones. También puede especificarse si se refiere a copias u originales, a juegos retrocompatibles (de PS2 en PS3 o de GC en Wii), e incluso DVD-Videos.
- Boot homebrew/carga software casero: Permite ejecutar software no oficial o sin firmar, también puede especificar el método, la consola (por ejemplo solo homebrew de GC en Wii), o el medio desde dónde carga (disco, tarjeta de memoria, etc.).
- Actualizable: Es posible añadir nuevas funcionalidades o corregir errores actualizando el chip, suele especificarse el método o medios desde los que puede actualizarse.
- Recovery mode: Siendo actualizable, además permite recuperar el chip después de una programación fallida, normalmente mediante la pulsación de una combinación de botones durante el arranque.
- Invisible/Stealth: Indica que, al menos en teoría, no puede ser detectado por la consola; o bien que se salta algún tipo de comprobación implementada en nuevos juegos, actualizaciones o servicios en línea.
- Quick solder/sin cables: El circuito impreso del chip puede ser soldado directamente a la placa sin necesidad de utilizar cables (o reduciendo el número de soldaduras habituales). Su instalación es más cómoda, pero dificulta su desinstalación en caso de que fuera necesario.
- Solder-less/sin soldaduras: Puede instalarse sin ningún tipo de soldadura (ver Tipos de modchips).
- ON/OFF switch/Interruptor apagado/Desactivable: El chip puede desactivarse y activarse, mediante un interruptor externo, los botones de la consola o los del mando.
- LED: Incluye uno o más diodos led para facilitar la comprobación de la instalación y su correcto funcionamiento.
- On-board flash: Incluye memoria extra no utilizada por el chip, normalmente para poder cargar ejecutables desde ella.

## Alternativas

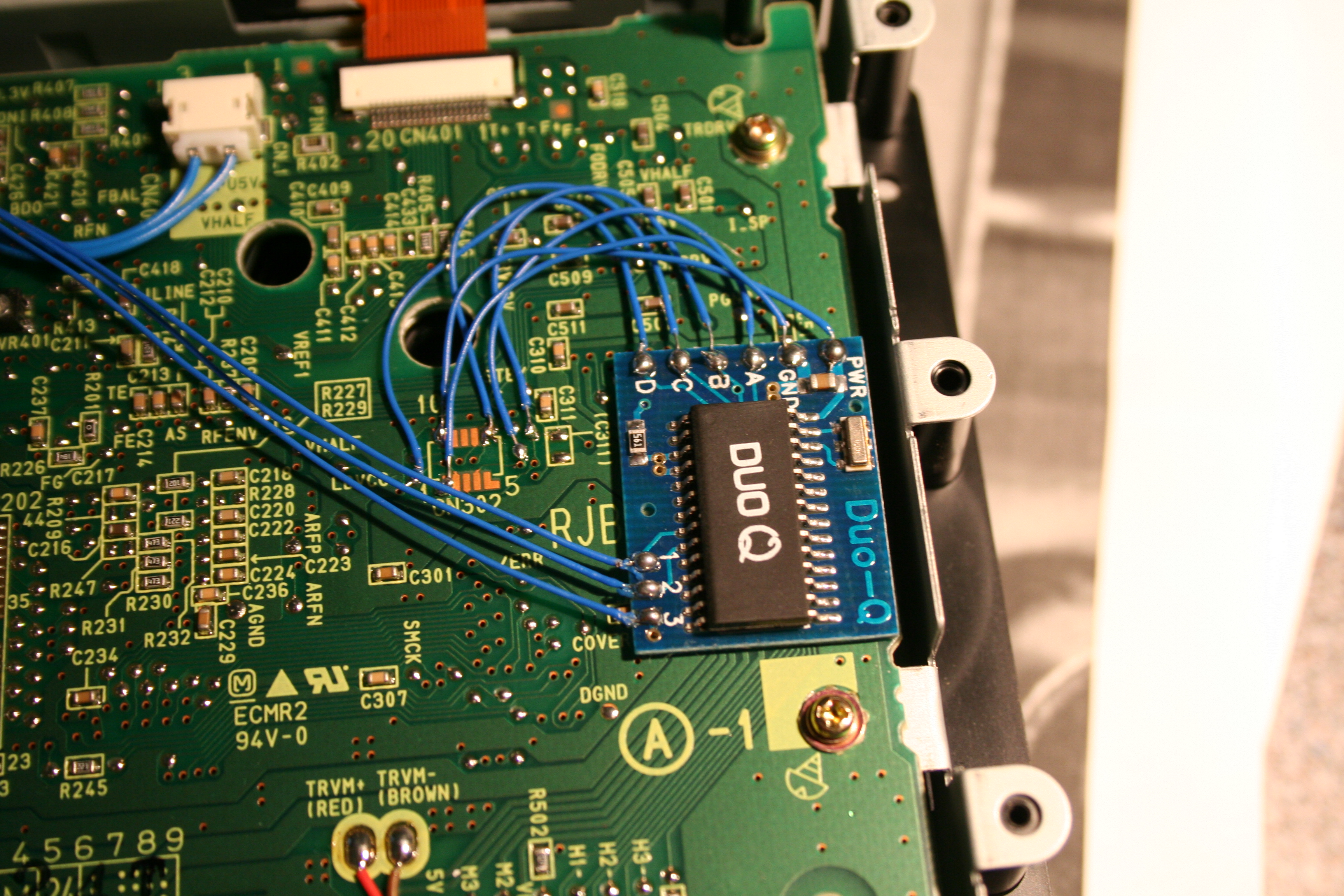
Un modchip DuoQ soldado en una consola GameCube.

El modchip ha sido el rey de la modificación de consolas gracias a su omnipresencia en PlayStation y su popularidad en PlayStation 2. Sin embargo, no es la única solución para eliminar las restricciones de las videoconsolas, y en algunos casos tampoco la mejor.
Como comentamos al inicio del artículo, antes de los modchips se utilizaban los copiones, y hoy en día todavía se usa un método similar con las portátiles de Nintendo: tanto GBA como DS permiten cargar copias y ejecutar software casero desde cartuchos flash.
Otro método muy habitual, pero menos funcional y bastante más engorroso es el swap. No siempre hace falta un chip para facilitar el "swap", en las primeras PlayStation y PlayStation 2 se podían cargar copias arrancando con un disco original e intercambiándolo después por una copia engañando a la consola para que no se diera cuenta (presionando un pulsador en la PlayStation y con la consola desmontada en la PlayStation 2). En Saturn también podía hacerse, insertando en primer lugar un juego original, pulsando el botón de "Reset" y por último intercambiando el disco CD-ROM por la Copia de Seguridad (para hacer esto era necesario realizar una pequeña modificación casera en el interior de la consola, consistente en rodear con cinta aislante o esparadrapo un pequeño mecanismo encargado de verificar el cierre de la tapa donde se alojan los CD-ROM).
Cuando Sony tapó los agujeros de seguridad de sus Playstation's, se volvieron a abrir utilizando dongle cards conectadas al puerto paralelo de PlayStation (el Action Replay por ejemplo) y el método de cogswap en PlayStation 2.
De hecho Datel, la compañía responsable del Action Replay, siempre ha facilitado las cosas a la scene. Permitió el swap en PlayStation y ayudó a hacer lo mismo con los primeros modchips de PS2. Y lo mismo en GameCube, abrió las puertas a la carga de juegos de importación con el Action Replay y el FreeLoader y posibilitó la ejecución de software casero (y BIOS alternativas), con el propio Action Replay y nuevos productos como el Max Drive Pro y el SD Media Launcher (los cuales también permiten cargar software casero de GameCube en la Wii).
Volviendo a PlayStation 2, también fue muy utilizado el HDLoader (y sus variantes), el cual permitía instalar un disco duro genérico y cargar las copias desde ahí, además de software casero. Y paralelamente, un exploit descubierto en la carga de juegos de PlayStation (el Independence Exploit de M.R. Browns) posibilitó la ejecución de software casero desde la tarjeta de memoria, incluyendo el propio HDLoader.
El uso de exploits para ejecutar software casero (denominado en ocasiones como softmod, por modificación de software), y con ello cargar copias desde el disco duro o la red, se ha empleado muchas más veces, ya sea en Xbox (gracias a fallos en juegos como MechAssault, Splinter Cell o el propio dashboard de la consola), en GameCube (bug del PSO), o en la PSP (donde es el "estándar" actual de modificación).
Finalmente, un último método alternativo que ya existía desde los tiempos de la PS2, pero que no empezó a emplearse popularmente hasta la llegada de Xbox, fue la reprogramación física de la BIOS (o del firmware del lector de la Xbox 360). Es el equivalente al modbios (Xbox) o drive-mod (Xbox 360), pero sobreescribiendo directamente los chips de la consola. En Xbox 360 es la opción más utilizada ya que el lector puede actualizarse de forma sencilla desde un PC.

## Historia
El primer modchip fue desarrollado en Hong Kong en el año 1996, permitiendo cargar copias en CD-R y juegos de importación en la PlayStation. Se trataba de un producto comercial con un precio elevado, pero pronto fue clonado y aparecieron más chips en el mercado, disminuyendo su precio de forma considerable. Pero la verdadera popularización de los modchips comenzó el año siguiente, cuando Scott Rider (más conocido como Old Crow) publicó en Internet el código del primer modchip casero y todos los detalles sobre su programación y funcionamiento. Él también se basó en el funcionamiento del chip original, pero decidió utilizar un microcontrolador PIC12C508 de MicroChip Technology, económico y de fácil programación. A partir de entonces el PIC12C508 fue utilizado en los posteriores modchips de PlayStation, así como los primeros de PlayStation 2, basándose todos ellos en el trabajo altruista de Old Crow.
Anteriormente, las consolas de cartucho tampoco estuvieron exentas de la carga de copias, mediante cartuchos piratas o dispositivos externos como los famosos copiones que utilizaban disquetes, pero no fue hasta la popularización de las grabadoras de CD y las protecciones anticopia cuando se hicieron necesarios los modchips. La segunda consola que contó con un modchip fue la Sega Saturn, y desde entonces la práctica totalidad de videoconsolas los han tenido.

## Medidas antimodchip
La mayoría de los modchips permiten a la videoconsola ejecutar copias ilegales, por lo tanto la disponibilidad de un modchip para una consola no es deseable para los fabricantes de consolas. Estos reaccionan eliminando la intrusión en puntos vulnerables por un modchip en el hardware o software de versiones posteriores de la consola, cambiando el diseño de PCB, creando un firmware que detecte un modchip instalado y bloquee el funcionamiento del modchip.
Con la llegada de los servicios en línea para ser utilizados por las consolas de videojuegos, algunos fabricantes han tomado la medida de prohibir a las consolas equipadas con modchips el uso de estos servicios.
Algunos fabricantes de consolas incluye la opción de ejecutar software casero o incluso un sistema operativo alternativo en sus consolas, sin embargo, estas características en su mayoría han sido retiradas luego. Un argumento que se puede hacer es que una consola permanece en gran parte al margen de los modchips, mientras sus fabricantes proporcionan una forma legítima de ejecutar software de terceros sin licencia.

## Sobre la legalidad
La legalidad o no de la modificación de consolas, y en especial de los modchips, es un tema controvertido en el que no se ponen de acuerdo los expertos en derecho, ni siquiera los jueces. De hecho, el mercado de modchips mueve mucho dinero a nivel internacional, y aunque su comercio es notorio y los canales de distribución son conocidos, los tres fabricantes (Sony, Nintendo y Microsoft) no se enfrentan directamente a él, limitándose a emprender acciones legales de forma ocasional.
Es posible que parte de la causa de la relativa indiferencia de los fabricantes de consolas frente a los modchips (dejando a un lado la habitual discusión de si se benefician o no consiguiendo una mayor cuota de mercado gracias a ellos) sea la diferencia de las leyes de cada país y su ambigüedad al respecto. Por ejemplo, mientras en el Reino Unido y Estados Unidos los pocos casos de los que tenemos constancia han declarado culpables a vendedores o instaladores de modchips, en Italia y España se han dado resultados en ambos sentidos, aunque contamos con un veredicto favorable de la Audiencia Provincial de Valencia. Sin embargo, hasta el momento solo ha habido un país en el que un caso de modchips ha llegado hasta el Tribunal Supremo, es el caso de Australia; donde finalmente se dictaminó que el fabricante intentaba imponer restricciones a los derechos de los propietarios, tanto de los CD-ROM's como de las consolas, más allá de las leyes de copyright. De hecho, con posterioridad se endurecieron las leyes de copyright en Australia, pero se acordó que las medidas tecnológicas diseñadas para restringir el uso por regiones geográficas no tendrían ninguna protección especial ante la ley.
En cualquier caso, parece que hasta el momento ningún usuario particular ha sido denunciado por modificar su consola, todos los casos conocidos han sido vendedores o instaladores, y en muchas ocasiones estaban relacionados con la venta de copias ilegales.
Centrándonos ya en España, el argumento utilizado por los defensores de la ilegalidad de los modchips (encabezados por la aDeSe, denunciante y acusación particular en la inmensa mayoría de casos) es el artículo 270.3 del Código Penal (modificado tras la última reforma):
Será castigado también con la misma pena [prisión de seis meses a dos años y multa de 12 a 24 meses] quien fabrique, importe, ponga en circulación o tenga cualquier medio específicamente destinado a facilitar la supresión no autorizada o la neutralización de cualquier dispositivo técnico que se haya utilizado para proteger programas de ordenador o cualquiera de las otras obras [una obra literaria, artística o científica], interpretaciones o ejecuciones en los términos previstos en el apartado 1 de este artículo [con ánimo de lucro y en perjuicio de tercero].
La defensa ante dicho argumento, es la siguiente:
1. Las restricciones incluidas típicamente en las videoconsolas no son un dispositivo técnico utilizado para proteger programas de ordenador, pues su función real es limitar artificialmente el uso del hardware, de forma que el fabricante mantenga el control sobre lo que este pueda ejecutar. En este sentido apunta precisamente la sentencia del Tribunal Supremo australiano, pero se queda en las restricciones regionales, pudiendo ser aplicable también al software casero. Un dispositivo técnico utilizado para proteger programas de ordenador solo debería hacer eso, proteger programas de ordenador (en este caso videojuegos), y técnicamente es factible tal y como ha demostrado Sony con PlayStation 3.
2. Además de lo anterior, o quizás debido a ello, un modchip no está específicamente destinado a facilitar la supresión no autorizada o la neutralización de cualquier dispositivo técnico utilizado para proteger programas de ordenador. Por el contrario, normalmente se trata de un dispositivo de carácter más general (en oposición al calificativo de específico) que facilita la carga de software programado por nosotros mismos o por terceros que autorizan su copia, la instalación de sistemas operativos como Linux o la utilización de juegos adquiridos legalmente en otros países.
3. Por otro lado, la realización y utilización de una copia de seguridad está explícitamente permitida en la Ley de Propiedad Intelectual, y además no puede ser desautorizada: La realización de una copia de seguridad por parte de quien tiene derecho a utilizar el programa no podrá impedirse por contrato en cuanto resulte necesaria para dicha utilización. Es cierto que el Código Penal prevalece frente a la L.P.I., pero no deja de ser una incoherencia legislativa.
4. Finalmente, hay que recordar los términos del apartado 270.1, es decir el ánimo de lucro y el perjuicio a tercero. En ningún caso debería ser declarado culpable de delitos contra la propiedad intelectual quien fabrique, importe, ponga en circulación o tenga un modchip cuando no haya ánimo de lucro (es decir beneficio económico, según la jurisprudencia y la Fiscalía General del Estado[18]) o (no y) perjuicio a tercero (es decir, pérdida económica demostrable). Esto significa que un usuario particular que utilice un modchip para cargar copias ilegítimas (de las que no posee el juego original) no estaría cometiendo un delito, y aunque podría ser denunciado por vía civil por infringir la L.P.I., el modchip en sí mismo no infringiría ninguna ley (lo ilegal serían las copias, no el chip).

En cualquier caso, los puntos anteriores no dejan de ser una interpretación de la ley, y no deben tratarse como algo irrefutable. Desgraciadamente la realidad actual es que las empresas que comercializan modchips se enfrentan a una importante inseguridad legal, y pueden ser denunciadas en cualquier momento. Para facilitar la demostración de su inocencia, es conveniente indicar claramente al cliente los usos legítimos para los que está destinado el modchip o la modificación de su consola, advirtiéndole de que no autoriza ningún tipo de uso ilegal, y si queda constancia escrita mejor.
Por otro lado, otro punto importante sobre la legalidad o no de los modchips es la utilización de código protegido por copyright y propiedad de terceras empresas, como BIOS o firmwares de lectores. Esta posible ilegalidad es costosa de demostrar y requiere la implicación directa de las empresas dueñas del copyright (más fácil en el caso de las BIOS, pero complicado en el de los firmwares). Los modchips afectados por este caso son los que incluyen íntegramente (o en una cantidad suficiente) la BIOS o el firmware modificados en su memoria interna. Los modbios o drive-mods (ver tipos de modchips) que parchean en tiempo de ejecución, o que vienen sin programar (o con las funcionalidades mínimas) no estarían afectados.